# Programy informacyjne emitowane w TVP2
Artykuł ten stanowi listę programów informacyjnych nadawanych w TVP2.

## Z Dwójką bezpieczniej
Z Dwójką bezpieczniej – informacyjny magazyn telewizyjny TVP2 poruszający tematy motoryzacyjne m.in. bezpieczeństwa na drogach, rozwiązań i nowości technicznych. Program prezentuje również reportaże opisujące tragedie drogowe. 
Twórcami programu są reżyser Krzysztof Magowski oraz m.in. Anna Karna,
Zbigniew Adamkiewicz i Marek Tokarski. Program nadawany jest od 2005 roku. Dotychczas wyemitowano 111 odcinków.

## Ulice kultury
Ulice Kultury to program informacyjny. Mówi o różnych dziedzin życia kulturalnego, takich jak m.in.: film, teatr, muzyka czy literatura. Widzowie dowiadują się z niego, co warto zobaczyć, przeczytać i czego posłuchać. Ponadto w programie są wizyty na planach filmowych oraz rozmowy z czołowymi muzykami i aktorami. Prowadzi go Piotr Szygalski, dziennikarz radiowy i telewizyjny.

## Euroexpress
Euroexpress to program mówiący o przygotowaniach Polski do organizacji Euro 2012. Pokazywał między innymi plany inwestycji oraz ich realizacja. Poruszany był także sportowy aspekt przygotowań oraz współpraca Polski z Ukrainą.

## Echa Panoramy
Echa Panoramy – były serwis informacyjny dla osób niesłyszących. Wszystkie informacje tłumaczone były na język migowy. Tematyka poświęcona była problematyce osób głuchych i niedosłyszących. Program był emitowany w weekendy o 05:35, powtórka w TVP Polonia o 8:00. Zakończenie emisji nastąpiło 28 sierpnia 2010 roku.